# Xã Dekalb, Quận Grant, Arkansas
Xã Dekalb (tiếng Anh: Dekalb Township) là một xã thuộc quận Grant, tiểu bang Arkansas, Hoa Kỳ. Năm 2010, dân số của xã này là 742 người.